# Feuerbach-Hyperbel

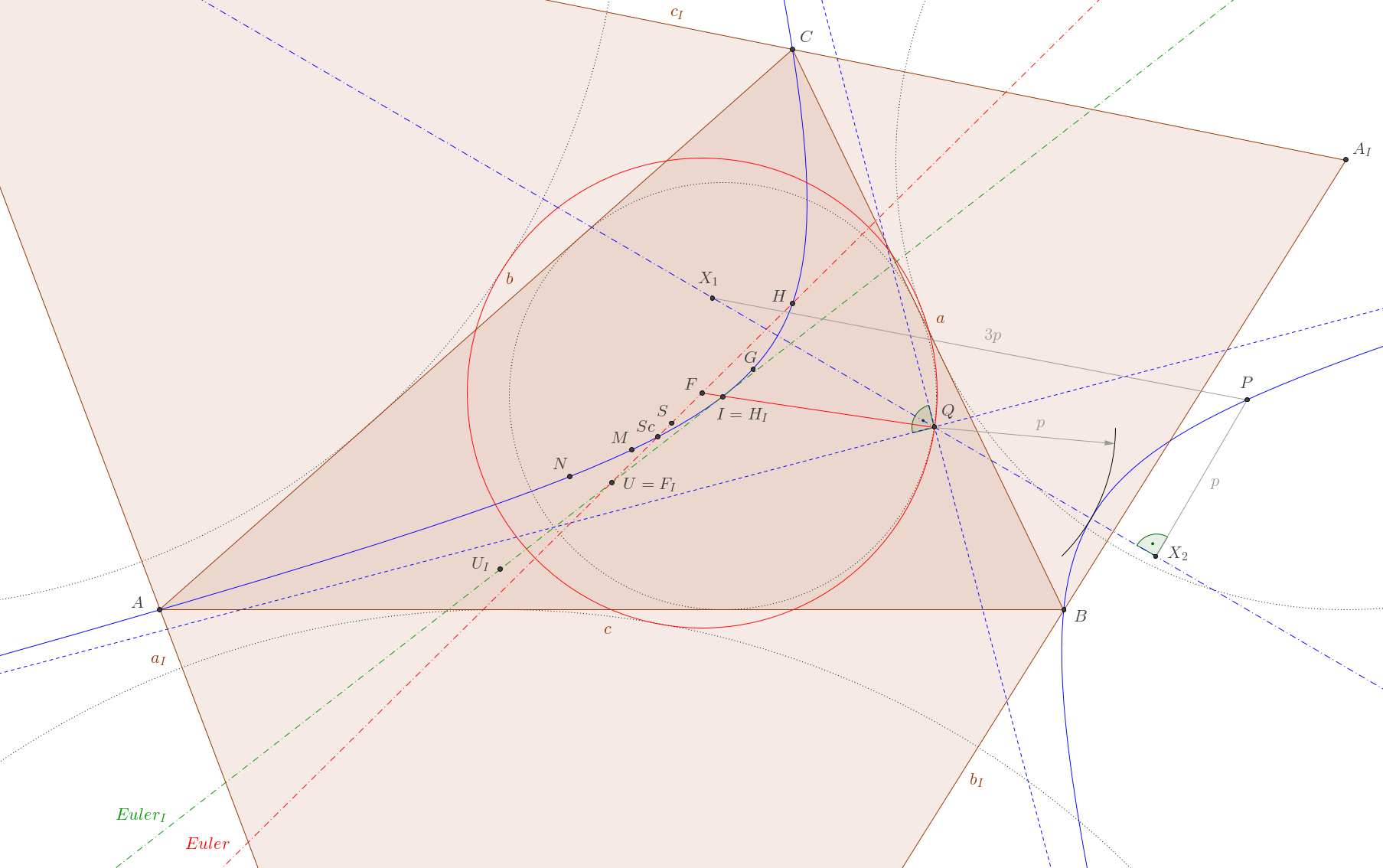
Die Feuerbach-Hyperbel in einem nicht gleichschenkligen Dreieck: Höhenschnittpunkt, Gergonne-Punkt, Inkreismittelpunkt, Schiffler-Punkt, Mittenpunkt, Nagel-Punkt, Mittelpunkt des Feuerbachkreises, Schwerpunkt, Umkreismittelpunkt, Entsprechung zu im Exzenter-Dreieck, Feuerbachpunkt, Brennpunkt der Feuerbach-Hyperbel

Bei einem nicht gleichschenkligen Dreieck {\displaystyle \triangle ABC} liegen eine Reihe wichtiger Punkte auf einer Hyperbel, darunter der Höhenschnittpunkt {\displaystyle H}, der Gergonne-Punkt {\displaystyle G}, der Inkreismittelpunkt {\displaystyle I}, der Schiffler-Punkt {\displaystyle Sc}, der Mittenpunkt {\displaystyle M} und der Nagel-Punkt {\displaystyle N}. Der Ast der Hyperbel, der durch diese Punkte läuft, führt durch zwei der drei Eckpunkte. Die Euler-Gerade des Dreiecks ({\displaystyle Euler}) schneidet diesen Hyperbelast in {\displaystyle H} und {\displaystyle Sc}. Die Euler-Gerade ({\displaystyle Euler_{I}}) des Exzenter-Dreiecks (Dreieck der Ankreismittelpunkte) {\displaystyle \triangle A_{I}B_{I}C_{I}} berührt diesen Ast in {\displaystyle I}. Der zweite Ast der Hyperbel führt durch den dritten Eckpunkt.
Es handelt sich um eine gleichseitige Hyperbel, die Asymptoten stehen also senkrecht aufeinander.
Ihren Namen verdankt die Feuerbach-Hyperbel ihrem Zentrum, dem Feuerbach-Punkt {\displaystyle Q}.
Die Gleichung der Feuerbach-Hyperbel in trilinearen Koordinaten ist
{\displaystyle (\cos \beta -\cos \gamma )yz+(\cos \gamma -\cos \alpha )zx+(\cos \alpha -\cos \beta )xy=0}.
Der Umkreis des Fußpunktdreiecks eines jeden Punktes auf der Hyperbel läuft durch den Feuerbach-Punkt. Speziell: {\displaystyle H} – Feuerbachkreis, {\displaystyle I} – Inkreis.